# Jonas Ekeberg
Jonas Ekeberg, född 15 februari 1967 i Norge, är en konstnär, kritiker och konstkurator. Han är utbildad vid Statens høgskole for kunsthåndverk og design i Bergen (1990–1993) och Högskolan för fotografi och film i Göteborg (1997).
Jonas Ekeberg har som konstnär deltagit i flera grupp- och separatutställningar sedan 1990-talet. Han har också arbetat som redaktör på ett antal tidskrifter och magasin såsom Hyperfoto, BILLEDKUNST, Verksted och SIKSI. Som kritiker har han jobbat för bland annat Morgenbladet, Dagbladet, Dagens Næringsliv och NRK. Ekeberg jobbar sedan 2009 som chefredaktör på Kunstkritikk.no.